# 21612 Chelsagloria
A 21612 Chelsagloria (ideiglenes jelöléssel 1999 JS57) a Naprendszer kisbolygóövében található aszteroida. A LINEAR projekt keretében fedezték fel 1999. május 10-én.